# 四皓乡
四皓乡是中国陕西省商洛市洛南县下辖的一个乡。

## 行政区划
四皓乡下辖以下行政区：
白川社区、代塬村、杨村、冀寨村、步沟村、闫沟村、韩村、营房村、连河村、柴峪村、卫村